# Rezervația geologică de la Sâncrăieni
Rezervația geologică de la Sâncrăieni este o arie protejată de interes național ce corespunde categoriei a III-a IUCN (rezervație naturală de tip geologic), situată în estul Transilvaniei, pe teritoriul județului Harghita.

## Localizare
Aria naturală se află în extremitatea sudică a județului Harghita (în versantul estic al Munților Harghitei la o altitudine de 1.200 m, aproape de limita teritorială cu județul Covasna), pe teritoriul administrativ al comunei Sâncrăieni, în sudul satului Sântimbru-Băi.

## Descriere
Rezervația naturală a fost declarată arie protejată prin Legea Nr.5 din 6 martie 2000, publicată în Monitorul Oficial al României, Nr.152 din 12 aprilie 2000, privind aprobarea Planului de amenajare a teritoriului național - Secțiunea a III-a - zone protejate și se întinde pe o suprafață de 10 ha. Aceasta reprezintă o zonă cu emanații puternice de gaze mofetice, degajate la suprafață ca urmare a unor activități vulcanice; acoperită cu vegetație lemnoasă, alcătuită în mare parte de specii de conifere (brad, molid, pin) și poieni cu vegetație floristică și o faună specifică locului.